# Desa Jatimulyo (administrativ by i Indonesien, Jawa Tengah, lat -7,66, long 109,67)
Desa Jatimulyo är en administrativ by i Indonesien.   Den ligger i provinsen Jawa Tengah, i den västra delen av landet, 400 km sydost om huvudstaden Jakarta.